# Busō Renkin
Busō Renkin (武装錬金?  literalmente "Arma Alquímica") es un manga escrito y dibujado por Nobuhiro Watsuki, creador de Rurouni Kenshin (Samurái X).
Buso Renkin fue publicado semanalmente en la revista japonesa Shōnen Jump, con 10 tomos en total. La serie fue licenciada por VIZ Media en los EE.UU y tiene una adaptación en anime por XEBEC de 26 episodios.

## Argumento
Todo comienza cuando un estudiante de bachillerato, Kazuki Muto (武藤カズキ Mutō Kazuki?) es asesinado al intentar salvar a una misteriosa chica que estaba siendo perseguida por un monstruo gigante. Aunque al despertar piensa que todo fue un sueño, pronto descubre que todo era cierto y que aquella chica lo revivió utilizando como reemplazo de su corazón un artefacto con poderes alquimicos llamada Kakugane. A partir de este momento Kazuki se involucra en el mundo de la alquimia y deberá decidir entre dejar ese recuerdo en el pasado o dedicar su vida a pelear contra las bestias devora-humanos llamadas homúnculos.

## Kakugane
Los Kakugane son las Buso Renkin de los guerreros alquimistas - aunque eventualmente los homúnculos de tipo humano pueden usarlas - son una aleación de metal y alquimia que toma forma una vez poseen dueños. Tienen forma hexagonal de metal grisáceo con un número que las hace únicas a las demás. Tienden a alimentarse de la voluntad del guerrero. Además una de las grandes especialidades de las kakugane es que pueden curar heridas y además, sustituir un corazón, como es el caso de Victor y Muto Kazuki.

### Kakugane Negro
Hace siglos (partiendo de la época actual en la que se desarrolla la serie), gracias a una Piedra Filosofal experimental, se desarrollaron tres Kakugane negros, gracias a Alexandria. Tanto en Víctor como en Kazuki tuvieron consecuencias destructivas al implantárselos en el pecho, como sustitutos para el corazón humano. De ahí, se denomina a las tres fases que toma el Kakugane Negro como "Victorización".

### Kakugane Blanco
El Kakugane Blanco es la única cura que se conoce para revertir la "Victorización" del Kakugane Negro, existen dos, uno creado por Alexandria, esposa de Víctor con el fin de revertir la Victorizacion de su esposo, y el segundo por Papillon creado en el plazo de un mes con la finalidad de revertir la Victorizacion de Kazuki.

## Personajes

### Kazuki Muto (Victor III)
Es el personaje principal y héroe de la serie. En el primer capítulo es asesinado por un homúnculo al tratar de salvar a una chica desconocida; el homúnculo le atravesó el corazón. Esta chica a la que intentó proteger era en realidad una guerrera alquimista trabajando en secreto, y ésta, por compasión, sustituyó su corazón con un Kakugane, el número LXX (setenta en números romanos). Su Busō Renkin es una gran lanza con una cinta que transforma su voluntad en energía, a la que la guerrera Tokiko (dicha mujer) bautiza como Sunlight Heart (Corazón de Luz Solar) más avanzada la serie. Se enamoró de Tokiko desde el instante en que la conoció.

### Tsumura Tokiko
La coprotagonista de la serie, que acompaña a Kazuki en casi toda la historia, es una guerrera alquimista por la cual Kazuki perdió la vida, recuperándola de nuevo gracias a ella. Es algo siniestra y seria, y su pasado es bastante oscuro. Es una magnífica guerrera, y sólo considera sus amigos a aquellos que luchan a su lado. Su Busō Renkin es la "Falda Valquiria" que consiste en cuatro brazos mecánicos con una cuchilla que se acoplan a las piernas (dos en cada una). Aunque demuestra ciertos sentimientos hacia Kazuki, ya que hasta dijo que si él se suicidaba, ella también se mataría.

### Sakimori Mamoru (Capitán Bravo)
Es el superior de Tokiko, un hombre amable que odia ver sufrir a los niños. Es uno de los guerreros alquimistas más poderosos, y se cree que es indispensable para derrotar a Victor. Su Busō Renkin es "la Piel Plateada" es una armadura de placas metálicas especializadas en la defensa que, combinado con su forma física, se convierten además en una poderosa arma.

### Koshaku Chōno (Papillon)
Es un joven superdotado y de una importante familia. Debido a una enfermedad terminal, su padre le deja de lado, lo que le lleva a investigar para convertirse en homúnculo. Utilizando una investigación sobre los homúnculos de su abuelo, consigue transformarse en uno de ellos. Su papel en la historia es el del rival de Kazuki, ya que aunque parecen enemigos, no duda en ayudarle con la excusa de que "así podrán luchar en igualdad de condiciones".  A pesar de ser un Homunculus tipo humano es diferente a los demás pues no tiene necesidad de consumir carne humana. No permite que nadie, a excepción de Kazuki, lo llame por su verdadero nombre.

### Gōta Nakamura
Es un antiguo compañero de Tsumura Tokiko, al que le ordenan distraerla mientras atacan a Kazuki (Victor III). Está enamorado de Tokiko, por lo que desobedece sus órdenes y se une a Tokiko y Kazuki (aunque odia a Mutō porque le ve como su rival en el amor). Su Busō Renkin son dos chakram, que no son muy poderosos, pero combinados con su ingenio resultan eficientes.

### Shusui Hayasaka
Un joven que estudia en la misma escuela que Kazuki, tiene altas calificaciones, es el mejor miembro del club de kendo, y un imán para las chicas, es callado pero muy fuerte, su mayor deseo es vivir siempre junto a su hermana . Su Busō Renkin es una katana llamada Samurái X en honor a las OVAs del anime Rurouni Kenshin su habilidad es absorber los ataques de energía

### Oka Hayasaka
Hermana de Shusui, al igual que su hermano es una excelente estudiante, es aún más callada que su hermano a pesar de ser muy amable, al igual que su hermano desea vivir siempre con él. Su Busō Renkin posee un arco y un pequeño robot llamado Angel Gozen, posee la habilidad de disparar a gran velocidad con gran puntería, no es muy poderoso, su otra cacteristica es la capacidad de expresar el otro lado de Ōka, convirtiendo a Angel Gozen en uno de los personajes más carismáticos de la serie, es utilizado frecuentemente como una radio, adicionalmente puede utilizar una flecha especial que absorbe el daño de su oponente y lo refleja en sí misma.

### Bakushaku Chōno(Dr. Butterfly)
Es el tatarabuelo de Chono, al igual que este es un genio y logró avanzar por sí solo ampliamente en la alquimia, está relacionado con Victor I quien le enseñó a convertirse en homúnculo, es una persona fría y el típico villano que desea dominar el mundo, aprecia a su nieto pero no como este querría. Su Busō Renkin es similar al de su nieto, ya que es una especie de polvo metálico y posee la capacidad de tomar la forma de unas alas, pero posee la capacidad de afectar el cerebro distrayendolo o creando ilusiones, es llamado Alice in Wonderland por esta razón.

### Lunar Nicolai (MoonFace)
Uno de los miembros de LXZ, a pesar de que su cara no es de humano es un homúnculo humano, aparentemente su Busö Renkin afecta su aspecto físico, es uno de los enemigos con más humor en la serie, su Busö Renkin se llama Satellite 30, es una especie de pequeña vara o báculo, su poder físico es bastante bajo, de hecho no es usado en la serie pero su habilidad de multiplicarse a 30 ilimitadas veces lo hace virtualmente invencible.

### Victor (I)
Fue un magnífico guerrero alquimista que vivió hace 100 años. Fue gravemente herido en batalla, por lo que fue usado para un experimento, implantándole un kakugane negro que lo transformó en un ser que no era ni humano ni homúnculo, pero al ver el poder que Victor alcanzó fue traicionado por sus compañeros quienes se enfrentaron al hiriéndolo y dejándolo incapacitado para pelear, hasta que el Dr. Butterfly lo curo 100 años después. Absorbe la energía vital de los seres vivos cercanos de manera inconsciente, lo que hace que no pueda convivir con personas. Su Busō Renkin en un hacha doble llamada Fatal Atracctión que se puede separar en dos hachas menores. Esta arma puede controlar la gravedad, es decir la aumenta para aplastar a sus enemigos contra el suelo o la disminuye para poder volar. Odia todo lo relacionado con la alquimia por lo que le hicieron, pero más aún porque convirtieron a su hija en homúnculos para pelear con él.